# Zastava Vanuatua
Zastava Vanuatua je usvojena 13. veljače 1980. kada je ova zemlja stekla nezavisnost. Tada su na zastavu stavljene boje sa zastave Vanua'aku partije koja je predvodila revoluciju. 
Zelena boja predstavlja bogatstvo otoka, crvena krv ljudi i veprova, a crna Malenazijski narod. Premijer Vanuatua je inzistirao na žutom rubu da bi se crna isticala, a ovaj Y oblik žute boje nosi simboličko značenje evanđelja koje prolazi kroz otoke na Pacifiku (oko 90% stanovištva Vanuatu su kršćani).
Amblem na crnoj površini je veprova kljova - simbol bogatstva koji se na otocima nosi kao privjesak; pored se nalaze dva lista lokalne paprati koje predstavljaju mir i 39 članica pravne pokrajine Vanuatu.